# Dead Wrong
Singles de The Notorious B.I.G.
Notorious B.I.G.
(1999) Runnin' (Dying to Live)
(2003)
Singles par Eminem
Guilty Conscience
(1999) Forgot About Dre
(2000)
Dead Wrong est une chanson du rappeur américain The Notorious B.I.G. extraite de son premier album posthume à la suite de la mort de celui-ci en 1997, à l'âge de 24 ans. Le rappeur Eminem, originaire de Détroit participe à la chanson produite par Puff Daddy. Le titre contient un sample de I'm Glad Your Mine par Al Green. La promotion de la chanson a été assurée grâce à l'apport d'un clip vidéo. Elle est classée 24e dans le classement des chansons de rap donnant envie de frapper quelqu'un, selon le magazine Complex.

## Liste des pistes
| 1. | Dead Wrong (feat. Eminem)               | The Notorious B.I.G., Eminem | Chucky Thompson, Mario Winans, Sean Combs | 4:57 |
| 2. | Dead Wrong (Instrumental)               |                              | Chucky Thompson, Mario Winans, Sean Combs | 4:57 |
| 3. | Dead Wrong (Call-Out Research Hook)     | The Notorious B.I.G., Eminem | Chucky Thompson, Mario Winans, Sean Combs | 0:17 |
| 4. | Dead Wrong (Main Version) (sans Eminem) | The Notorious B.I.G.         | Chucky Thompson, Mario Winans, Sean Combs | 4:57 |
| 5. | Dead Wrong (Remix) (featuring Eminem)   | The Notorious B.I.G., Eminem | Chucky Thompson, Mario Winans, Sean Combs | 4:57 |

## Classement hebdomadaire
| Classement (2000)                           | Meilleure position |
| ------------------------------------------- | ------------------ |
| États-Unis (Bubbling Under Hot 100 Singles) | 1                  |
| États-Unis (R&B/Hip-Hop Songs)              | 39                 |